# Parietaria feliciana
Parietaria feliciana är en nässelväxtart som beskrevs av Rodolfo Amando Philippi. Parietaria feliciana ingår i släktet väggörter, och familjen nässelväxter. Inga underarter finns listade i Catalogue of Life.